# Chiesa dei Santi Gervasio e Protasio (Ossimo)
La chiesa dei Santi Gervasio e Protasio è la parrocchiale di Ossimo Superiore, frazione-capoluogo del comune sparso di Ossimo, in provincia e diocesi di Brescia; fa parte della zona pastorale della Media Val Camonica.

## Storia
L'originaria cappella dei Santi Gervasio e Protasio sorse sui ruderi di un antico castello; è attestata come parrocchiale già nel 1532 e fu consacrata il 20 gennaio 1562.
Nel 1580 l'arcivescovo di Milano Carlo Borromeo, compiendo la sua visita pastorale, ordinò che le pitture, essendo ex vetustate corrosae, fossero restaurate.
La chiesa venne ricostruita all'inizio del XVII secolo; dalla relazione della visita pastorale del vescovo Marco Dolfin del 1702 s'apprende che servizio della cura d'anime v'erano il parroco, due altri sacerdoti e due chierici, che il numero dei fedeli era pari a 706 e che erano erette le scuole del Santissimo Sacramento, del Santissimo Rosario e della Santissima Concezione.
Il 14 aprile 1989, come stabilito dal Direttorio diocesano per le zone pastorali, la parrocchia entrò a far parte della neo-costituita zona pastorale della Media Valle Camonica e, nei primi anni 2000, si provvide a realizzare il nuovo altare postconciliare rivolto verso l'assemblea e l'ambone.

## Descrizione

### Facciata
La facciata a capanna della chiesa, rivolta a nordovest e suddivisa da una cornice marcapiano abbellita da metope e triglifi in due registri, entrambi tripartiti da quattro lesene, presenta in quello inferiore il portale d'ingresso e due nicchie ospitanti altrettante statue e in quello superiore, coronato dal timpano triangolare affiancato da due piccole volute, una finestra centrale e due nicchie laterali.
Annesso alla parrocchiale è il campanile a base quadrata, la cui cella presenta su ogni lato una monofora ed è coronata dalla cupoletta poggiante sul tamburo.

### Interno
L'interno dell'edificio si compone di un'unica navata, su cui si affacciano le cappelle laterali, ospitanti gli altari minori, e le pareti della quale sono scandite da lesene sorreggenti il cornicione aggettante, sopra cui si imposta la volta; al termine dell'aula si sviluppa il presbiterio, sopraelevato di alcuni gradini e chiuso dall'abside poligonale.
Qui sono conservate diverse opere di pregio, tra le quali i medaglioni raffiguranti scene della vita di Gesù, risalenti al XIX secolo, la pala ritraente i Santi Gervasio e Protasio e la Pietà, eseguita nel 1843 da Antonio Guadagnini, e la seicentesca tela che rappresenta la Madonna con il Bambino assieme alle Anime purganti e a dei Santi.